# Telhado (Vila Nova de Famalicão)
Pour les articles homonymes, voir Telhado.
Telhado est une ancienne freguesia du Portugal, situé dans le concelho de Vila Nova de Famalicão, district de Braga. Elle avait une superficie de 4,89 km² et 1 784 habitants en 2011. Ses habitants se nomme les «telhadenses». Elle a été fusionnée avec les freguesias de São Cosme do Vale et Portel pour former União das Freguesias de Vale (São Cosme), Telhado e Portela avec siège à Telhado le 28 janvier 2013.

## Référence
- (pt) Cet article est partiellement ou en totalité issu de l’article de Wikipédia en portugais intitulé « Telhado_(Vila Nova de Famalicão » (voir la liste des auteurs).

1. ↑  « População residente, segundo a dimensão dos lugares, população isolada, embarcada, corpo diplomático e sexo, por idade (ano a ano) », Instituto Nacional de Estatística